# Чорнобильська мадонна (поема)
«Чорнобильська Мадонна» — це соціально-філософська поема Івана Драча, у якій автор розкриває проблему трагедії на Чорнобильській АЕС. Опублікована спочатку в журналі «Вітчизна» у 1988-році, а потім у збірці «Храм сонця» того ж року. Вважається чи не найзначнішим твором усіх літератур на апокаліптичну тему[джерело?].
У поемі Іван Драч змальовує нетрадиційний образ Мадонни. Автор переосмислює мотиви і постаті біблійного сюжету, інтерпретуючи їх по-новому. Якщо образ Мадонни віддавна трактувався лише у світлих, радісних тонах, то у Івана Драча Мадонна — то зболена, збожеволіла мати, якій так і не вдалося народити свого хлопчика, свого сина.

## Історія створення
Творчим імпульсом до написання поеми стала життєва притча про загадкові сліди босих ніг на піску кожного ранку біля пошкодженого саркофага АЕС матері загиблого оператора, яка чекала свого сина.

## Історичні паралелі
У свої поемі Іван Драч відверто порівнює партійно-державних ієрархів із царем Іродом.